# Окрент, Лев Лазаревич
Лев Лазаревич Окрент (15 марта 1922 — 2005, Германия) — украинский и советский балетмейстер и киноактёр.

## Биография
Уроженец города Батуми.
Работал в Киеве. В 2000 году переехал в Германию.
Похоронен в Раштатте на городском кладбище.

## Семья
Первая жена — Ада Минична Кравцова (1921, Верхнее — 1966), её отец — Мина Васильевич Кравцов, начальник Лисичанского районного управления Донбассводтреста. От неё дочь — Татьяна Львовна Духовная.
Вторая жена — Надежда Окрент (ур. Шундровская). Сын Михаил.

## Фильмография
- 1948 — «Третий удар» — ассистент режиссёра в соавт.
- 1959 — «Годы молодые» - эпизод
- 1959 — «Ехали мы, ехали…»
- 1961 — «Бумбараш» — Лион, парикмахер атаманши Тульчинской
- 1971 — «Тайник у Красных камней» — Анвар
- 1972 — «Предположим — ты капитан…» — бегун с собакой
- 1976 — «Волны Чёрного моря» — сосед, член городского совета
- 1978 — «Будьте готовы, Ваше высочество!» — посол восточной страны
- 1988 — «Поляна сказок» — чемпион улицы по домино
- 1990 — «Дамский портной» — эпизод
- 1992 — «Сердца трёх»
- 1992 — «Тайна виллы»
- 1993 — «Западня» — Голосовкер, врач
- 1995 — «Осторожно! Красная ртуть!» — Лев Борисович Сац
- 1999 — «День рождения Буржуя»
- 2000 — «Всем привет»